# Mudo Valdez
Diego Gabriel Valdez Samudio (Asunción, Paraguay; 14 de noviembre de 1993), conocido como Mudo Valdez, es un futbolista paraguayo. Juega de centrocampista y su equipo actual es el Sportivo Ameliano de la Primera División de Paraguay.

## Trayectoria
Valdez comenzó su carrera profesional en el CS San Lorenzo entre 2016 y 2019, donde pasó entre la tercera y primera división debutando en primera en 2019 ante River Plate.
En agosto de 2023, dejó Paraguay y fichó en el Neftchi Baku PFK de la Liga Premier de Azerbaiyán.

## Selección nacional
Debutó en la selección de Paraguay el 22 de marzo de 2019 en la derrota por 1-0 ante Perú.

## Clubes
| Club                      | País       | Año           |
| ------------------------- | ---------- | ------------- |
| CS San Lorenzo            | Paraguay   | 2016-2019     |
| San Luis                  | México     | 2019-2021     |
| Sol de América (préstamo) | Paraguay   | 2020-2021     |
| Sol de América            | Paraguay   | 2022          |
| Guaraní                   | Paraguay   | 2022          |
| Guaireña FC               | Paraguay   | 2023          |
| Neftchi Baku PFK          | Azerbaiyán | 2023-2024     |
| Sol de América            | Paraguay   | 2024          |
| Sportivo Ameliano         | Paraguay   | 2025-presente |

## Vida personal
Fue apodado "El Mudo" por el entrenador de San Luis Xavi Roura.